# Lào tại Đại hội Thể thao Đông Nam Á 2007
Lào sẽ tham dự Đại hội Thể thao Đông Nam Á 2007 tại thành phố Nakhon Ratchasima, Thái Lan từ ngày 6 đến ngày 16 tháng 12 năm 2007.

## Thành tích

### Bảng huy chương
|      | Môn          | Vàng | Bạc | Đồng | Tổng |
| ---- | ------------ | ---- | --- | ---- | ---- |
| 1.   | Judo         | 2    | 1   | 0    | 3    |
| 2.   | Bi sắt       | 2    | 0   | 5    | 7    |
| 3.   | Muây Thái    | 1    | 3   | 4    | 8    |
| 4.   | Quyền Anh    | 0    | 1   | 5    | 6    |
| =.   | Taekwondo    | 0    | 1   | 5    | 6    |
| 5.   | Wushu        | 0    | 1   | 2    | 3    |
| 6.   | Cầu mây      | 0    | 0   | 3    | 3    |
| =.   | Vật          | 0    | 0   | 3    | 3    |
| 8.   | Bóng bầu dục | 0    | 0   | 1    | 1    |
| =.   | Karate       | 0    | 0   | 1    | 1    |
| =.   | Quyền Anh    | 0    | 0   | 1    | 1    |
| =.   | Pencak Silat | 0    | 0   | 1    | 1    |
| Tổng | Tổng         | 5    | 7   | 32   | 44   |

### Vàng
- Bi sắt

  - Nam kỹ thuật: Vathanxay Khamphavong
  - Nữ kỹ thuật: Chanchamone Vongsavhas
- Judo
  - Nage No Kata: Vienvilay Chansy, Syvanevilay Chindavon
  - Ju-no Kata: Phanouvong Mayouly, Syamphone Phonevan
- Muây Thái
  - Hạng ruồi nhẹ 48 kg nữ: Seingpaseuth Bounchane

### Bạc

- Judo
  - Bán nhẹ dưới 66 kg nam: Phrommala Palitha

- Muây Thái
  - Hạng ruồi nhẹ 48 kg nam: Peta Ounpanya
  - Hạng lông 57 kg nam: Boanthavy Vigat
  - Hạng bán trung 63,5 kg: Sevonsa Sengchan
- Quyền Anh
  - Hạng pin 45 kg nam: Vongpakhoun Sikham
- Taekwondo
  - Dưới 58 kg nam: Phouthavong Outhasaka
- Wushu
  - Tán thủ dưới 52 kg nam: Souphaphone

### Đồng

- Bi sắt
  - Đơn nam: Phonpaseut Sukhaphon
  - Đôi nam: Bouadeng Vongvone, Phonexay Douangmisy
  - Ba nam: Saysamone Sengdao, Soulasith Khamvongsa, Vathanxay Khamphavong, Vongphachanh Panyabandith
  - Đơn nữ: Mimee Vongsavhas
  - Đôi nam nữ: Khampasy Toulachack, Ounkeo Lienkeo
- Bóng bầu dục
  - Đội tuyển nữ

- Cầu mây

  - Đôi nam: Bounpaseuth Thittavanh, Khogmany Phongeun, Somsamaivong Champiane
  - Đội tuyển nam
  - Đội tuyển nữ
- Judo
  - Nặng trên 100 kg nam: Kommanivong Khemkham
  - Bán nhẹ dưới 52 kg nữ: Sayarath Phonenaly
  - Bán trung dưới 63 kg nữ: Sonetavan Phonethip
- Karate
  - Dưới 75 kg nam: Saythansavanh Inkhathep
- Muây Thái
  - Hạng ruồi 51 kg nam: Vongchampa Bounma
  - Hạng gà 54 kg nam: Douangmala Somdy
  - Hạng bán trung 67 kg nam: Kheuakham
  - Hạng ruồi 51 kg nữ: Xaypao Paylor
- Pencak Silat
  - Dưới 60 kg nam: Sihalath Olane

- Quyền Anh
  - Hạng ruồi nhẹ 48 kg nam: Holapatiphone Nhothin
  - Hạng gà 54 kg nam: Chanthasone Xayyalack
  - Hạng bán trung 69 kg nam: Vongthaphanh Phet
  - Hạng bán nặng 81 kg nam: Lavilaiseng Sisouphanh
  - Hạng nhẹ 60 kg nữ: Phimsomphon Manivone
- Taekwondo
  - Dưới 54 kg nam: Thammavong Phouthasone
  - Dưới 62 kg nam: Phommachack Thongsavay
  - Dưới 67 kg nam: Phimmasone Sawatvillay
  - Dưới 72 kg nam: Phimmasone Mangkeua
  - Dưới 47 kg nữ: Amphavan Phengsisavath

- Vật
  - Dưới 60 kg nam: Vongphachanh Vilnkone
  - Dưới 74 kg nam: Thatthavong Khonkeo
  - Dưới 48 kg nữ: Soundala Phonesavanh
- Wushu
  - Tán thủ dưới 56 kg nam: Aphailath Phoxay
  - Tán thủ dưới 48 kg nữ: Toyla